# Вагоровський Едуард Миколайович
Едуард Миколайович Вагоровський (26 лютого 1965, м. Рубіжне, Луганська область — 24 лютого 2022, с. Озерне, Житомирська область) — український військовик (підполковник). Герой України (2022, посмертно).

## Життєпис
Едуард Вагоровський народився 26 лютого 1965 року в місті Рубіжному Луганської області.
Із дитинства мріяв стати військовим. Після школи він вступив у Ставропольське вище військово-авіаційне училище льотчиків і штурманів. Після закінчення училища рік проживав в Оренбурзькій області, де проходив службу в навчальному полку. Після цього його відправили в селище Озерне, що в Житомирській області. У 38 років звільнився в запас, зі звання підполковника. Та коли в 2014 році розпочалась російська збройна агресія проти України, повернувся на службу.
24 лютого 2022 року загинув, виводячи українську військову авіацію з-під ракетного удару. Дав можливість іншим піднятися в повітря.
Похований 28 лютого 2022 року в Озерному на Житомирщині.

## Вшанування пам'яті
У місті Рубіжне вулицю Чкалова перейменували на вулицю Едуарда Вагоровського.

## Нагороди
- звання Герой України з удостоєнням ордена «Золота Зірка» (28 лютого 2022, посмертно) — за особисту мужність і героїзм, виявлені у захисті державного суверенітету та територіальної цілісності України, вірність військовій присязі[6].
- Медаль «За військову службу Україні» (2 серпня 2021) — за зразкове виконання військового обов'язку, високий професіоналізм та з нагоди Дня Повітряних Сил Збройних Сил України[7].